# Hemibystra aneides
Hemibystra aneides är en stekelart som beskrevs av Heinrich 1968. Hemibystra aneides ingår i släktet Hemibystra och familjen brokparasitsteklar. Utöver nominatformen finns också underarten H. a. morogoro.